# Lawrencita
La lawrencita és un mineral de la classe dels halurs, que pertany al grup de la lawrencita. Anomenada així per J. Lawrence Smith, un químic, mineralogista i estudiós dels meteorits nord-americà.

## Característiques
La lawrencita és un halur de fórmula química (Fe2+,Ni)Cl₂. Cristal·litza en el sistema trigonal.
Segons la classificació de Nickel-Strunz es troba classificada al grup 3.AB. (Halurs simples sense aigua). Comparteix grup amb els següents minerals: Fluorocronita, tolbachita, Sel·laïta, Cloromagnesita, coccinita, Scacchita, Fluorita, Frankdicksonita, Strontiofluorita, Tveitita-(Y), Gagarinita-(Y), Gagarinita-(Ce) i Polezhaevaïta-(Ce).

## Formació i jaciments
S'ha descrit a tots els continents excepte l'Àfrica. Normalment es troba en fissures en meteorits de ferro, també produïda com a producte de sublimació en fumaroles volcàniques.